# نوکیا ۷۷۱۰

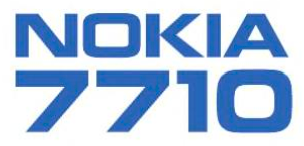

نوکیا ۷۷۱۰ یک‌نمونه از گوشی‌های تلفن همراه سری ۷۰۰۰ شرکت نوکیا می‌باشد که توسط همین شرکت به بازار عرضه شده‌است.
نوکیا ۷۷۱۰ اولین تلاش نوکیا برای ساخت یک گوشی لمسی در سال ۲۰۰۴ بود.در آن زمان کسی فکر استفاده از صفحه‌ی لمسی به‌جای کیبورد را در سر نمی‌پروراند. اما نوکیا ۷۷۱۰ علا رقم نوآوری نتوانست فروش خوبی داشته باشد.